# Залесе (Ельблонзький повіт)
Залесе (пол. Zalesie, нім. Schönmoor) — село в Польщі, у гміні Мілеєво Ельблонзького повіту Вармінсько-Мазурського воєводства.
Населення — 185 осіб (2011).
У 1975-1998 роках село належало до Ельблонзького воєводства.

## Демографія
Демографічна структура станом на 31 березня 2011 року:
|          | Загалом | Допрацездатний вік | Працездатний вік | Постпрацездатний вік |
| -------- | ------- | ------------------ | ---------------- | -------------------- |
| Чоловіки | 87      | 21                 | 60               | 6                    |
| Жінки    | 98      | 21                 | 66               | 11                   |
| Разом    | 185     | 42                 | 126              | 17                   |